# Киркулешти (Валча)
Киркулешти (рум. Chirculești) насеље је у Румунији у округу Валча у општини Балчешти. Oпштина се налази на надморској висини од 251 m.

## Становништво
Према подацима из 2002. године у насељу је живело 32 становника, од којих су сви румунске националности.